# At (Unix)

În sistemele de operare de tip UNIX, comanda at este folosită pentru a programa un anumit job să fie executat o singură dată la un moment particular în timp. Jobul constă dintr-o serie de comenzi care sunt citite de pe linia de comandă și puse într-o coadă de așteptare. Jobul va moșteni același mediu de lucru (environment) și același director în care a fost definit cu ajutorul comenzii at.
Comanda este similară cu cron, cu deosebirea că jobul este executat o singură dată, spre deosebire de cron unde jobul este executat periodic. O altă comandă UNIX similară este comanda batch. Aceasta excută joburile când sistemul este mai puțin încărcat.
În unele sisteme UNIX, at este implementat ca un daemon, atd. Daemonul verifică periodic coada de așteptare, iar la momentul potrivit execută joburile setate cu at.

## Exemplu
Setarea compilării unui fișier folosind at se face în modul următor:
```
echo "cc -o foo foo.c" | at 1145 jan 31
```

Jobul de compilare va fi pornit pe data de ianuarie 31 la ora 11:45